# Телопея прекрасная
Телопея прекрасная (лат. Telopea speciosissima) — вид кустарников из семейства Протейные, произрастает на юго-востоке Австралии в штате Новый Южный Уэльс, эмблемой которого является. Известен своими большими тёмно-красными соцветиями, составленными из сотен отдельных цветков.

## Ботаническое описание

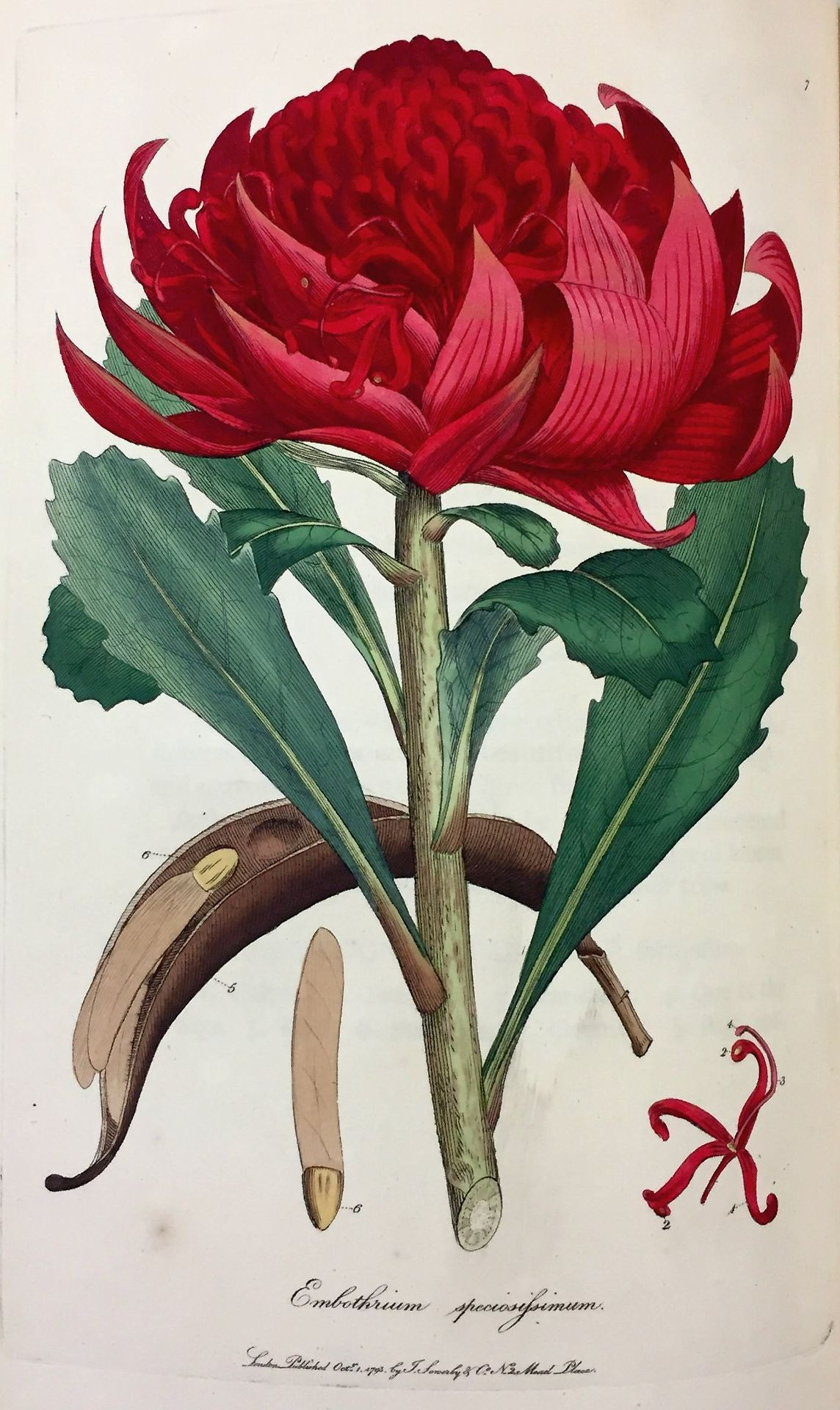
Телопея прекрасная.
Ботаническая иллюстрация из книги A Specimen of the Botany of New Holland Джеймса Эдварда Смита.

Кустарник до 3—4 метров высотой с одним или несколькими стеблями.
Листья очерёдные, тёмно-зелёные, кожистые, с зубчатым краем, длиной 13—25 см.
Соцветия тёмно-красные, диаметром 7—10 см, окружены прицветниками 5—7 см длиной.
Плоды большие, коричневые, раскрываются вдоль одной из сторон, выпуская крылатые семена.

## Распространение и экология
Вид встречается на Central Coast, South Coast штата Новый Южный Уэльс.
Произрастает на песчаных почвах в лесах с открытым верхним пологом.

## Культура и искусство
Телопея прекрасная была объявлена официальной цветочной эмблемой Нового Южного Уэльса 24 октября 1962.